# Vaila (isola)
Vaila (3,27 km²) è un'isola sull'oceano Atlantico della Scozia nord-orientale, facente parte dell'arcipelago delle Shetland. Dal punto di vista amministrativo, fa parte della parrocchia civile di Sandness & Walls.

## Geografia

### Collocazione
Vaila si trova a sud della costa occidentale dell'isola di Mainland.

## Storia
Nel 1576, l'isola fu ceduta dai proprietari Norvegesi allo scozzese Robert Cheyne.

## Monumenti
- Mucklaberry Castle[1]
- Vaila Hall, risalente al 1895[1]